# کازو تومیتا
کازو تومیتا (انگلیسی: Kazuo Tomita؛ زادهٔ ۱ ژانویهٔ ۱۹۳۹) شناگر اهل ژاپن بود.